# Alan Moore (football)
Pour les articles homonymes, voir Moore et Alan Moore (homonymie).
Alan Moore est un footballeur puis entraîneur irlandais, né le 25 novembre 1974 à Dublin (Irlande). Évoluant au poste de milieu gauche, il est principalement connu pour ses dix saisons à Middlesbrough ainsi que pour avoir été international irlandais.

## Biographie

### Carrière de joueur
Natif de Dublin, il grandit et est formé en Irlande avant de partir pour l'Angleterre en s'engageant pour Middlesbrough. Il y reste dix saisons (entrecoupées d'un prêt à Barnsley) au cours desquelles il joue 118 matches de championnat et inscrit quatorze buts pour Boro. C'est durant cette période qu'il reçoit son surnom de Ryan Giggs du Nord-Est.
Il s'engage ensuite pour Burnley où il reste trois saisons, jouant 69 matches de First Division pour quatre buts inscrits. Il décide alors de retourner dans le championnat irlandais en signant pour Shelbourne lors de l'été 2004.
Son arrivée dans le club a un impact positif immédiat, notamment lors des tours préliminaires de la Ligue des champions 2004-2005. Il marque en effet un but décisif qui permet à Shelbourne d'éliminer les Islandais de KR Reykjavik (2-2 à l'aller en Islande, 2-2 au retour en Irlande), lors du premier tour.
Le tour suivant, il marque même les quatre buts qui permettent d'éliminer 4-3 (score cumulé) les Croates d'Hajduk Split, avant d'être sorti par les Espagnols du Deportivo La Corogne, lors du troisième et dernier tour avant la phase de poules. Il remporte aussi deux titres de champion d'Irlande, en 2004 puis en 2006. Ce dernier titre est remporté à la différence de buts face à Derry City, club pour lequel Moore s'engage le 5 mars 2007, et où il retrouve son ancien entraîneur de Shelbourne, Pat Fenlon.
Son adaptation dans son nouveau club est un échec et il le quitte pour rejoindre Sligo Rovers en février 2008, après avoir joué uniquement quatre matches de championnat. Il joue dix matches avec Sligo Rovers avant d'être blessé et d'avoir des difficultés à récupérer. Il décide alors, en juillet 2008, de prendre sa retraite de joueur.

### Carrière internationale
Il est huit fois sélectionné en équipe d'Irlande (cinq pour des matches amicaux et trois pour des matches des tours préliminaires à la Coupe du monde de football 1998).

### Carrière d'entraîneur
En octobre 2008, il devient l'adjoint de Jim Crawford (en) quand celui-ci assure l'intérim au poste d'entraîneur de Shamrock Rovers.
Depuis lors, il est devenu l'entraîneur des équipes de jeunes de Carlisle United.

## Sources
- (en) Stephen McGarrigle, The Complete who's who of Irish international football : 1945-1996, Edimbourg, Mainstream Publishing, octobre 1996, 237 p. (ISBN 1-85158-894-9), p. 138